# Kredietadvies
Een kredietadvies is een manueel of geautomatiseerd advies over het al dan niet verstrekken van een krediet. Dit volgt meestal op een individuele kredietaanvraag of als vast onderdeel van het debiteurenbeheer. Dit advies uitgedrukt als een bedrag of een score kan intern of extern bepaald worden.

## Doelstelling
De doelstelling van een kredietadvies is het voorkomen van onbetaalde facturen. Hiervoor wordt de mogelijkheid van de tegenpartij ingeschat om tijdig de financiële middelen te hebben om aan  betaalverplichtingen te voldoen.

## Interne bepaling
Een kredietadvies kan binnen een organisatie bepaald worden op basis van regels van het eigen creditmanagement. Dit gebeurt veelal op basis van de status van de debiteur, de bijbehorende financiële informatie, de eigen ervaringen en een optioneel maximaal kredietbedrag.

## Externe bepaling
Een extern kredietadvies wordt in eerste lijn verstrekt door een producerende kredietinformatieleverancier of in tweede lijn door distributeur zoals een financieel dienstenbedrijf, sectorportaal of andere groepsorganisatie. Een producerend leverancier neemt het op zich om alle beschikbare bronnen te raadplegen, controleren en verwerken om tot een overkoepelend advies te komen. 
Externe kredietadviezen kunnen manueel verwerkt worden op basis van leesbare documenten (tekst, html, PDF) of via geautomatiseerde systemen op basis van bijvoorbeeld XML of JSON gecodeerde informatie.
De aanvragende organisatie kan beslissen om het extern advies transparant toe te passen of nog bijkomende beoordelingsregels toe te voegen.